# SJ Z70
Die Baureihe Z70 ist eine Serie von schwedischen dieselhydraulischen Kleindiesellokomotiven, die aus modernisierten Lokomotiven der Baureihe Z65 hervorgingen.

## Geschichte
In den frühen 1990er Jahren beschlossen Statens Järnvägar (SJ), eine Reihe von Kleindiesellokomotiven der Reihe Z65 zu modernisieren. Die Lokomotiven wurden bei Kalmar Verkstad mit neuen Scania-Motoren (für die bislang vorhandenen Rolls-Royce-Motoren) und Fernsteuerung ausgerüstet. Um den größeren Motor unterzubringen, musste das Lokgehäuse erhöht werden. Daran können die umgebauten Lokomotiven sicher erkannt werden, zudem erhielten sie neue Seriennummern.

## GC Z70
Bei der Aufteilung der SJ wurden 2001 alle Z70 an Green Cargo übergeben. Ihre Hauptaufgabe sind der Rangierbetrieb in größeren Bahnhöfen und die Beförderung von kurzen Übergabegüterzügen in ganz Schweden. Dabei sind jeweils zwei Lokomotiven miteinander fernsteuerbar.
Ein Großteil der übernommenen Loks ist nicht mehr bei GC im Einsatz. Verschrottet wurde 2005 die GC Z70 710, verschiedene Exemplare wurden verkauft, ein weiterer Teil 2014 in Eskilstuna abgestellt. Abgestellt sind GC 270 705, 708, 709, 712, 734 und 748.
Die Lok Nr. 719 ging 2007 an SweMaint AB, Utby (Göteborg), Nr. 721 2007 an Stena Gotthard Recycling AB, Göteborg.
Z70 745 wurde nach 2010 an VÄTE Consulting AB (VÄTE Rail) in Malmö verkauft und erhielt die Betriebsnummer VÄTE Z70 703.

## IBAB Z70
Z70 716 wurde 2006 an die Inlandsbanan AB verkauft und erhielt die Nr. IBAB Z70 716. Dort blieb sie bis 2013 und wurde an Nordic Re-Finance AB abgegeben.

## Tågab Z70
Tågåkeriet i Bergslagen übernahm um 2008 die Lokomotiven GC Z70 717, 718, 722, 730, 732 und 738. Sie erhielten die Bezeichnung Tågab Z70 mit gleicher Betriebsnummer. Die Lok Nr. 722 wurde 2013 verschrottet, die 718 bereits 2012 an Hector Rail verkauft.

## OBAS Z71

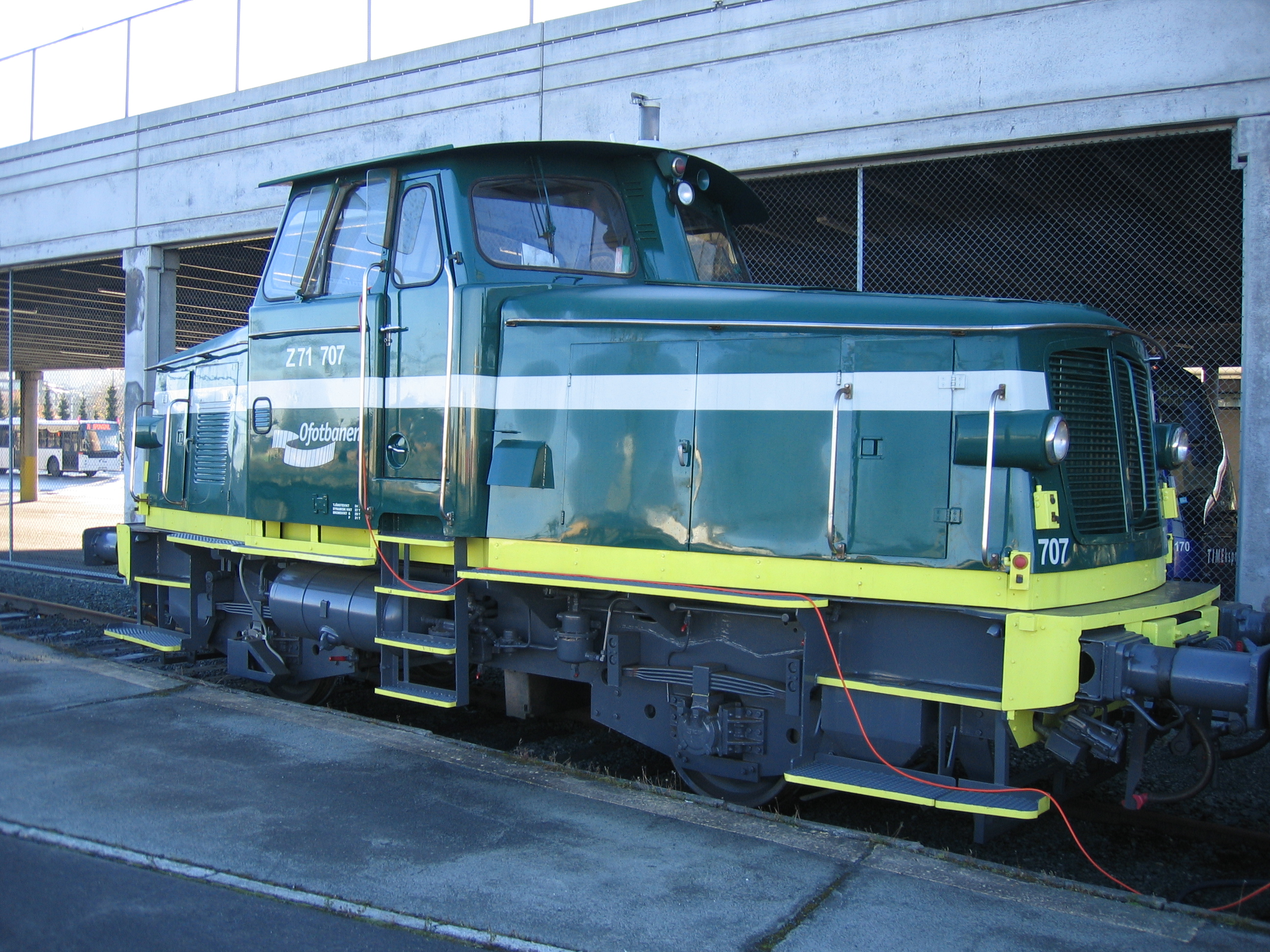
Z71 707 bei Ofotbanen

Sechs Lokomotiven wurden 2007 von Ofotbanen AS von Green Cargo für den Einsatz in Norwegen gekauft und in die Baureihe Z71 umgezeichnet. Dies waren GC Z70 702 – OBAS Z71 702, GC Z70 706 – OBAS Z71 706, GC Z70 707 – OBAS Z71 707, GC Z70 729 – OBAS Z71 729, GC Z70 742 – OBAS Z71 742 und GC Z70 744 – OBAS Z71 744.
Fünf von ihnen wurden mit ATC ausgerüstet. Sie erhielten das grüne Farbschema der Ofotbahn.

## CL Z71
Nach der Insolvenz von Ofotbanen AS übernahm Cargolink 2008 die Lokomotiven mit gleicher Betriebsnummer.

## NRFAB Z70
Nordic Re-Finance AB mit Sitz in Bankeryd ist ein Finanzunternehmen, das seit seiner Gründung 2006 auf die Vermietung von Schienenfahrzeugen wie Lokomotiven und Waggons spezialisiert ist. Das Unternehmen hat die internationalen Fahrzeughalterkennzeichnung (VKM): NRFAB.
2015 erwarb NRFAB von Green Cargo folgende Lokomotiven, die die gleiche Betriebsnummer wie bei SJ und GC behielten: 701, 704, 711, 713–715, 723, 724, 726–728, 731, 733, 735, 736, 740, 741, 749 und 750. Die Nr. 716 wurde bereits 2013 von Inlandsbanan AB übernommen.

## NJJ 740
Anfang 2018 erwarben die Nordjyske Jernbaner in Dänemark die NRFAB Z70 740. Die Lok kam am 6. Februar 2018 in Hjørring an und wurde ab dem Zeitpunkt eingesetzt. Sie erhielt die Betriebsnummer NJJ 740.

## Hector Rail 921
2008 kaufte Hector Rail zwei Z70 und lackierte sie in das Farbschema grau und orange um. Sie erhielten die Baureihenbezeichnung 921 und Namen (GC Z70 747 wurde 921 001-2 Jake und GC Z70 743 wurde 921 002-0 Elwood). Weitere 6 Loks folgten, insbesondere ehemalige OBAS-Loks. Diese behielten ihre grüne Lackierung.